# يو إف سي ليلة القتال: برونسون ضد ماتشيدا
يو إف سي ليلة القتال: برونسون ضد ماتشيدا (بالإنجليزية: UFC Fight Night: Brunson vs. Machida)‏ هو حدث لفنون القتال المختلطة نظمته يو إف سي، أُقيم في 28 أكتوبر 2017، على جيناسيو دو إيبيرابويرا في ساو باولو، البرازيل.